# Nod Your Head
«Nod Your Head» es una canción compuesta por el músico británico Paul McCartney y publicada como cierre de su álbum de 2007, Memory Almost Full. La canción fue publicada como un sencillo descargable gratuito de ese álbum el 28 de agosto de 2007 a través de iTunes Store. Fue acompañado con un vídeo musical.
Después de «Ever Present Past» y «Dance Tonight», «Nod Your Head» es la tercera canción publicada de Memory Almost Full a pesar de que fue publicada principalmente como una vía libre a través de iTunes.

## Lista de canciones
Todas las canciones escritas y compuestas por Paul McCartney. 
| N.º | Título                      | Duración |  |
| 1.  | «Nod Your Head»             | 1:58     |  |
| 2.  | «Nod Your Head» (videoclip) | 1:59     |  |